# Nikolai Antonov
Nikolai Antonov, född den 17 augusti 1968, är en bulgarisk före detta friidrottare som tävlade i kortdistanslöpning och i längdhopp.
Antonovs främsta meriter är alla på 200 meter inomhus. Han vann guld vid inomhus-VM 1991 och vid inomhus-EM 1992. Han var två gånger i VM-final. Första gången var vid VM 1991 i Tokyo då han var i final på 200 meter och slutade på sjunde plats. Andra gången var vid VM 1993 då han var i final i längdhopp och slutade på sjätte plats.

## Personliga rekord
- 200 meter - 20,20 från 1991
- Längdhopp - 7,97 från 1993